# سنجاب‌های بندباز
سنجاب‌های بندباز (نام علمی: Petaurista) نام یک سرده از تبار سنجاب پرنده است.

## گونه‌ها
- Petaurista alborufus Milne-Edwards, ۱۸۷۰ – سنجاب پرنده بزرگ قرمز و سفید
- Petaurista elegans Müller, ۱۸۴۰ – سنجاب پرنده غول‌پیکر خال‌دار
- Petaurista leucogenys Temminck, ۱۸۲۷ – سنجاب پرنده غول‌پیکر ژاپنی
- Petaurista magnificus Hodgson, ۱۸۳۶ – سنجاب پرنده غول‌پیکر هاجسون
- Petaurista nobilis Gray, ۱۸۴۲ – سنجاب پرنده غول‌پیکر بوتان
- Petaurista petaurista Pallas, ۱۷۶۶ – سنجاب پرنده غول‌پیکر قرمز
- Petaurista philippensis Elliot, ۱۸۳۹ – سنجاب پرنده غول‌پیکر هندی
- Petaurista xanthotis Milne-Edwards, ۱۸۷۲ – سنجاب پرنده غول‌پیکر چینی